# Золотовка (Саратовская область)
Золотовка — село в Марксовском районе Саратовской области, в составе сельского поселения Зоркинское муниципальное образование.
Основано как немецкая колония Золотурн, она же Витман, в 1767 году
Население — 275 (2010)

## Название
Название Золотурн по швейцарскому кантону Золотурн (в переводе с кельтского «вода», «врата воды»). Данное вызывателем название не прижилось, жители именовали колонию по фамилии первого старосты Витманн.

## История
Основано в 1767 году как немецкая колония Золотурн (Витман) Панинского колонистского округа, с 1871 года — Панинской волости Вольского, затем Николаевского уезда Самарской губернии. Вызыватель — барон Борегард. Заложено у реки Малый Караман, в 1770 году перенесено в более благоприятное место. Первые поселенцы — 43 семьи из Вюрцбурга и Штирии.
Колония относилась к католическому приходу Шенхен. В 1901 году образован самостоятельный приход Витман.
В 1857 году община владела 4587 десятинами земли (на 180 семей). В 1856 году учреждена табачная фабрика. В 1915 году поселение было переименовано в Золотовку.
С 1918 года — в составе Панинского (Шенхенского) района трудовой коммуны (автономной области) немцев Поволжья (с 1923 года — АССР немцев Поволжья), после перехода к кантонному делению в составе Марксштадтского кантона. В 1927 году село Золотое, оно же Золотурн, переименовано в Витман). С 1 января 1935 года, после выделения Унтервальденского кантона из Марксштадтского, и до ликвидации АССР немцев Поволжья в 1941 году село Витман относилось к Унтервальденскому кантону АССР немцев Поволжья.
Население края резко сократилось вследствие массового голода в Поволжье: в 1921 году в селе родилось 183, умерли 416 человек. В 1926 году в селе имелись сельсовет, сельскохозяйственное кредитное товарищество, пункт ликбеза, кооперативная лавка, начальная школа
В период коллективизации в колонии были созданы колхозы «Боец» и «Сталинец».
28 августа 1941 года был издан Указ Президиума ВС СССР о переселении немцев, проживающих в районах Поволжья. Немецкое население депортировано, село, как и другие населённые пункты Унтервальденского кантона было включено в состав Саратовской области.

## Физико-географическая характеристика
Село находится в Низком Заволжье, относящемся к Восточно-Европейской равнине, на границе Сыртовой равнины и поймы Волги, к югу от села Зоркино, на высоте около 20 метров над уровнем моря. Рельеф местности равнинный. Почвы — чернозёмы южные.
По автомобильным дорогам расстояние до областного центра города Саратова — 110 км, до районного центра города Маркс — 41 км. У села проходит региональная автодорога Р226 (Волгоград — Энгельс — Самара)
Часовой пояс
Золотовка, как и вся Саратовская область, находится в часовой зоне МСК+1. Смещение применяемого времени относительно UTC составляет +4:00.

## Население
| 1769  | 1773  | 1788  | 1798  | 1816  | 1834  | 1850  |
| ----- | ----- | ----- | ----- | ----- | ----- | ----- |
| 128   | ↗191  | ↗287  | ↗340  | ↗521  | ↗942  | ↗1416 |
| 1859  | 1865  | 1883  | 1889  | 1897  | 1905  | 1910  |
| ↗1477 | ↗1484 | ↗2311 | ↗2500 | ↗2753 | ↗3500 | ↗3649 |
| 1920  | 1922  | 1923  | 1926  | 1931  | 2002  | 2010  |
| ↘3362 | ↘1972 | ↗2364 | ↗2783 | ↗3408 | ↘297  | ↘275  |

В 1931 году 99,9 % населения села составляли немцы